# Zaljev Odjan
Zaljev Odjan (rus. Залив Одян) je mali zaljev na sjevernoj obali Ohotskog mora, u ruskoj Magadanskoj oblasti. Nalazi se u istočnom kutu Taujskog zaljeva, a s juga ga omeđuje poluotok Koni. U zaljev se ulazi između rta Beringa na sjeveroistoku i rta Skalisty na jugozapadu. Širok je 19,3 km. Ulaz u zaljev omeđen je visokim planinama, a u dnu zaljeva je obala niska i pješčan. Morski led ostaje u zaljevu dulje nego u drugim dijelovima Taujskog zaljeva. Zaštićeno je od svih vjetrova osim zapadnih. Otok Umara nalazi se odmah uz njegovu južnu obalu.